# David Corenswet
David Packard Corenswet (Philadelphia, 1993. július 8. –) amerikai színész.
Ismertebb alakításai voltak A politikus (2019–2020) és a Hollywood (2020) című Netflix-sorozatokban, a Nézz mindkét irányba! (2022) és a Pearl (2022) című filmekben, valamint a Miénk a város (2022) című HBO Max-sorozatban.

## Fiatalkora
A Philadelphiában született és nevelkedett, John Corenswet, egy színházi színészből vált ügyvéd gyermekeként. Apai nagyapja Edward Packard, a Choose Your Own Adventure könyvsorozat alkotója és írója. Előadó-művészetből diplomázott 2016-ban. Később elsőéves hallgatóként jelentkezett a University of Juilliard School-ban, amire később felvételt is nyert.

## Magánélete
2023-ban összeházasodott Julia Best Warnerrel.

## Filmográfia

### Film
| Év   | Magyar cím                | Eredeti cím       | Szerep                         | Magyar hang      |
| ---- | ------------------------- | ----------------- | ------------------------------ | ---------------- |
| 2018 |                           | Affiairs of State | Michael Lawson                 |                  |
| 2019 | Ahol éjszaka is süt a nap | The Sunlit Night  | Scott Glenn                    |                  |
| 2022 | Nézz mindkét irányba!     | Look Both Ways    | Jake                           | Szabó Máté       |
| 2022 | Pearl                     | Pearl             | Mozigépész                     | Czető Roland     |
| 2024 |                           | The Greatest Hits | Max                            |                  |
| 2024 | Twisters – Végzetes vihar | Twisters          | Scott                          | Rohonyi Barnabás |
| 2025 | Superman                  | Superman          | Clark Kent / Kal-El / Superman | Rohonyi Barnabás |

### Televízió
| Év        | Magyar cím         | Eredeti cím        | Szerep           | Megjegyzések                                           |
| --------- | ------------------ | ------------------ | ---------------- | ------------------------------------------------------ |
| 2014–2018 |                    | Max & Jerryweather | Jerryweather     | főszereplő (17 epizód)                                 |
| 2015      |                    | One Bad Choice     | Reggie Shaw      | 1 epizód                                               |
| 2017      | Sherlock és Watson | Elementary         | Houston Spivey   | 1 epizód                                               |
| 2018      |                    | Instinct           | Spencer Baymoore | 1 epizód                                               |
| 2018      | Kártyavár          | House of Cards     | Reed             | 1 epizód                                               |
| 2019–2020 | A politikus        | The Politician     | River Barkley    | főszereplő (11 epizód)                                 |
| 2020      | Hollywood          | Hollywood          | Jack Castello    | főszereplő (7 epizód)                                  |
| 2020      |                    | Acting for a Cause | Romeó            | 1 epizód                                               |
| 2022      | Miénk a város      | We Own This City   | David McDougall  | mellékszereplő (6 epizód) magyar hangja: Pásztor Tibor |
| 2024      |                    | Lady in the Lake   | Allan Durst      | mellékszereplő (7 epizód)                              |